# 孛罗
孛罗（？年—1313年），又名孛罗丞相，是元朝驻伊儿汗国使者。他也曾幫助拉施特编辑《史集》。

## 早期生涯
他是出自尼倫蒙古朵儿边部（杜尔伯特），他祖父与父亲是孛儿帖管家。因为他们一家忠实所以成吉思汗让他们当怯薛。
1248年忽必烈命一个汉地读書人张德惠教导王子朵兒只，当年孛罗一起读書。
1260年忽必烈成为可汗，孛罗成为將军、並负责翻译。孛罗后来成为丞相，曾參與審判阿里不哥与阿合馬。
1284年，孛羅作為元朝派往伊兒汗國的宣詔特使到達時，他被阿魯渾留在伊兒汗國的汗廷上參議政事。之後又后因元朝与海都衝突无法回国，后来成为呼罗珊地区指挥官。
他支持海合都，后来成为蒙古宮廷文化顧问，之后与阿八哈的妃子结婚。合贊汗在1295年即位，他很尊重孛罗让他成为万户长。完者都汗时代他成为其心腹和主要的异密之一。他还参与波斯史学家拉施特编著《史集》，负责提供蒙古史史料，之后被元仁宗封公爵，死于1313年。